# براندان سميث
براندان سميث (بالإنجليزية: Brendan Smith)‏ (و. 1989  م) هو لاعب هوكي الجليد كندي، ولد في تورونتو، مركز لعبه هو مدافع ‏.
.

## التعليم
تعلم في جامعة ويسكونسن-ماديسون.

## روابط خارجية
- براندان سميث على موقع دوري الهوكي الوطني (الإنجليزية)
- براندان سميث على موقع EliteProspects.com (الإنجليزية)
- براندان سميث على موقع HockeyDB.com (الإنجليزية)
- براندان سميث على موقع Hockey-Reference.com (الإنجليزية)